# Ruschia burtoniae
Ruschia burtoniae är en isörtsväxtart som beskrevs av L. Bol. Ruschia burtoniae ingår i släktet Ruschia och familjen isörtsväxter. Inga underarter finns listade i Catalogue of Life.